# Craig Clow
Craig Clow – kanadyjski narciarz, specjalista narciarstwa dowolnego. Nigdy nie startował na żadnych mistrzostwach świata ani na igrzyskach olimpijskich. Najlepsze wyniki w Pucharze Świata osiągnął w sezonie 1982/1983, kiedy to zajął 13. miejsce w klasyfikacji generalnej, a w klasyfikacji skoków akrobatycznych bz drugi. W sezonie 1981/1982 zdobył małą kryształową kulę w klasyfikacji skoków akrobatycznych.
W 1984 r. zakończył karierę.

## Sukcesy

### Miejsca w klasyfikacji generalnej
- 1979/1980 – 29.
- 1980/1981 – 19.
- 1981/1982 – 18.
- 1982/1983 – 13.
- 1983/1984 – 26.

### Miejsca na podium
1. Poconos – 12 stycznia 1980 (Skoki akrobatyczne) – 1. miejsce
2. Whistler – 30 marca 1980 (Skoki akrobatyczne) – 1. miejsce
3. Seefeld in Tirol – 8 lutego 1981 (Skoki akrobatyczne) – 2. miejsce
4. Mont-Sainte-Anne – 1 marca 1981 (Skoki akrobatyczne) – 1. miejsce
5. Poconos – 8 marca 1981 (Skoki akrobatyczne) – 2. miejsce
6. Calgary – 17 stycznia 1982 (Skoki akrobatyczne) – 2. miejsce
7. Morin Heights – 31 stycznia 1982 (Skoki akrobatyczne) – 2. miejsce
8. Sella Nevea – 28 lutego 1982 (Skoki akrobatyczne) – 3. miejsce
9. Oberjoch – 21 marca 1982 (Skoki akrobatyczne) – 2. miejsce
10. Tignes – 26 marca 1982 (Skoki akrobatyczne) – 1. miejsce
11. Tignes – 22 stycznia 1983 (Skoki akrobatyczne) – 2. miejsce
12. Ravascletto – 13 lutego 1983 (Skoki akrobatyczne) – 2. miejsce
13. Angel Fire – 19 marca 1983 (Skoki akrobatyczne) – 3. miejsce
14. Ravascletto – 29 lutego 1984 (Skoki akrobatyczne) – 1. miejsce

- W sumie 5 zwycięstw, 7 drugich i 2 trzecie miejsce.